# ویلهلم مارشال
ویلهلم مارشال (به آلمانی: Wilhelm Marschall) (۳۰ سپتامبر ۱۸۸۶ – ۲۰ مارس ۱۹۷۶) نظامی بلندپایه و دریابد آلمانی بود که در جریان جنگ جهانی اول و جنگ جهانی دوم در نیروی دریایی خدمت کرد.

## زندگی
ویلهلم مارشال روز ۳۰ سپتامبر سال ۱۸۸۶ در آوکسبورک زاده شد. سال ۱۹۰۶ به عنوان افسر دانشجو به نیروی دریایی امپراتوری آلمان پیوست. سال ۱۹۰۹ به زمره افسران درآمد و در انواع مختلفی از شناورها از جمله نبردناو، خدمت کرد. سال ۱۹۱۶، در میانه جنگ جهانی اول، داوطلب ورود به دانشکده او-بوت شد. در دو سال پایانی جنگ اوسی-۷۴، اوبوت- مین‌ریز و اوب-۱۰۵ را فرماندهی و چند شناور دشمن را غرق کرد. به جهت این عملکرد، روز ۴ ژوئیه سال ۱۹۱۸، پور لو مریت، عالی‌ترین نشان افتخار در امپراتوری آلمان به او اعطا شد.
پس از جنگ در نیروی دریایی باقی ماند. در دوره میان‌دوجنگ فرمانده ناوچه توپدار پانتر (۱۹۲۴–۱۹۲۶)، افسر نخست نبردناوهای شلسویگ-هولشتاین (۱۹۲۹–۱۹۳۰) و هانوفر (۱۹۳۰–۱۹۳۱)، رئیس ستاد پایگاه دریایی دریای بالتیک (۱۹۳۱–۱۹۳۴)، فرمانده نبردناو هسن (۱۹۳۴)، فرمانده ناو ادمیرال شیر (۱۹۳۴–۱۹۳۶)، رئیس بخش عملیات‌های فرماندهی عالی کریگس‌مارینه (۱۹۳۶–۱۹۳۷) و فرمانده نیروهای دریایی آلمان در جنگ داخلی اسپانیا (۱۹۳۷–۱۹۳۸) بود. مارشال هنگام آغاز جنگ جهانی دوم فرمانده ناوگان کشتی‌های زرهی بود.
مارشال ماه نوامبر سال ۱۹۳۹ نبردناوهای شارنهورست و گزایزنائو را به دریای شمال فرستاد تا با عمل خود حواس بریتانیایی‌ها را پرت کنند تا رزم‌ناو زرهی دویچلانت بتواند از عملیات در اقیانوس اطلس به آلمان بازگردد. همان‌طور که امید می‌رفت، ناوگان بریتانیا به دنبال این دو نبردناو افتاد و دویچلانت توانست بدون خطر وارد آب‌های آلمان شود. نه تنها تله دشمن کارگر نیفتاد بلکه نیروهای مارشال کشتی تجاری مسلح راوالپیندی را هم گیر انداختند و غرق کردند. با همه این‌ها مارشال از جانب فرماندهی عالی مورد انتقاد قرار گرفت که چرا خسارت بیشتری به دشمن وارد نکرده است.
پس از آن که متفقین در نروژ نیرو پیاده کردند به دستور فرماندهی عالی کریگس‌مارینه قرار شد چند کشتی جنگی بزرگ راهی آب‌های بین نروژ و جزایر شتلند شوند تا به خطوط تدارکاتی دشمن حمله کنند. این ناو گروه به فرماندهی میدانی شخص مارشال روز ۶ ژوئن سال ۱۹۴۰ بندر کیل را ترک کردند. در این حال نیروهای زمینی آلمان در ناحیه نارویک به محاصره متفقین افتاده بودند و بخش دیگری از نیروها تلاش می‌کردند از جنوب راهی به سمت آن‌ها بگشایند. بزرگ‌دریابد اریش ردر، فرمانده کل کریگس‌مارینه به مارشال دستور داد ناوگروه اعزامی را به طرف نارویک ببرد و جلوی رسیدن نیروی بیشتری از متفقین را بگیرد و همچنین از جناح نیروی جنوبی محافظت کند. به گفته ردر هر دو این ماموریت‌ها اولویت یکسانی داشتند. ناو گروه شامل دو نبردناو، یک رزم‌ناو، چهار ناوشکن و یک نفت‌کش سوخت‌رسان می‌شد. در این حال بریتانیایی‌ها از روز ۴ ژوئن شروع به تخلیه نارویک کرده بودند. مارشال از طریق شناسایی هوایی شب ۷ ژوئن سه کاروان دریایی را که نارویک را ترک می‌کردند مشاهده کرد و از موضوع تخلیه آگاه شد. او به فرماندهی عالی گزارش کرد که قصد دارد به این کاوران‌های دشمن حمله کند. با این حال ردر، با این تصور که برداشت مارشال از تخلیه نارویک اشتباه است، بامداد روز بعد به او دستور داد به حرکت به سمت سواحل شمالی نروژ ادامه دهد. به هر حال مارشال برآشفته از این که فرماندهی عالی چرا در تصمیم‌گیری‌های فرمانده میدانی دخالت می‌کند، از اجرای فرمان سر باز زد و به دنبال کاروان بریتانیایی رفت. ناو گروه او سه شناور دشمن از جمله یک کشتی نفربر خالی را غرق کرندند. به هر شکل مارشال حدو ساعت یک نیم‌روز ناوشکن‌های خود به سمت مأموریت اولیه فرستاد. در این حال نبردناوهای او توانستند چند ساعت بعد ناوهواپیمار بریتانیایی گلوریوس و دو ناوشکن را غرق کنند. در این درگیری یک اژدر به نبردناو شارنهورست اصابت کرد و از ناو گروه جدا شد و برای تعمیر به تروندهایم در نروژ رفت. مارشال همین زمان تعقیب بریتانیایی‌ها را متوقف کرد. ردر از عملکرد مارشال در عدم پیروی از فرمان ناراحت بود اما پیروزی کسب‌شده توسط او و حل شدن مسئله نارویک با تخلیه نیروهای متفقین سبب شد، اقدامی علیه او انجام ندهد.
مارشال که از رفتار فرماندهی عالی کریگس‌مارینه با خود ناخشنود بود، روز ۱۸ ژوئن سال ۱۹۴۰ گزارش از بیماری خود داد. ردر هم که دل خوشی از مارشال نداشت به سرعت او را فرد دیگری جایگزین کرد. مارشال فارغ از مسئولیت‌های کاری، از یک دادگاه تحقیق و تفحص خواست موضوع عملکرد او در عملیات‌های اخیر را بررسی کند. به هر حال در نهایت به جایی نرسید.
به هر شکل ردر اواخر ماه اوت سال ۱۹۴۰ مارشال را مجدد به خدمت فعال فراخواند و به عنوان بازرس امور آموزشی کریگس‌مارینه منصوب کرد. مارشال از اواخر سال ۱۹۴۱‍ تا ماه مه سال ۱۹۴۲ در جایگاه‌های ویژه‌ای نخست در گروه دریایی جنوب و سپس در گروه دریایی بالتیک بود. البته هیچ‌یک از این جایگاه‌ها مسئولیت قابل توجهی نداشت و متناسب با درجه او نبود. پس از آن دوباره در حالت نیمه بازنشستگی قرار گرفت. این بار هم ردر مجددا مارشال فراخواند و روز ۱۲ اوت سال ۱۹۴۲ به عنوان فرمانده دریایی فرانسه برگزید. شش هفته بعد جایگاه او به فرمانده کل گروه دریایی غرب ارتقا یافت. به هر صورت هر گاه مارشال سعی می‌کرد موضوع حوادث گذشته را با ردر در میان بگذارد فرمانده کل کریگس‌مارینه از بحث با او خودداری می‌کرد.
مارشال چند هفته پس از آن که دریابد کارل دونیتس سال ۱۹۴۳ به عنوان فرمانده جدید کل کریگس‌مارینه منصوب شد برای چندین بار بازنشسته شد. باز هم او را ماه ژوئن سال ۱۹۴۴ فراخوانند و رئیس ستاد ویژه‌ای در مورد رود دانوب کردند. در شرایطی بسیار عجیب، ماه نوامبر سال ۱۹۴۴ یک بار دیگر بازنشسته شد و دوباره برگشت و روز ۱۹ آوریل سال ۱۹۴۵ فرمانده کل دریایی غرب شد. مارشال پایان جنگ در این منصب بود.
مارشال میانه سال ۱۹۴۷ از اسارت متفقین آزاد شد. چند مقاله دربارهٔ تاریخ نیروی دریایی و راهبردهای آن نوشت. دریابد ویلهلم مارشال در نهایت روز ۲۰ مارس سال ۱۹۷۶ در سن ۸۹ سالگی در مولن در شلسویش-هولشتاین درگذشت.